# Mikroverfilmung von Kirchenbüchern
Die Verfilmung von Kirchenbüchern ist eine Methode der Archivierung historischer Dokumente im kirchlichen Raum. Auf diese Weise ist der Inhalt lokal verteilter Kirchenbücher in Zentralarchiven einsehbar.

## Deutsche Zentralstelle für Genealogie
In der Zeit des Nationalsozialismus sind durch das Reichssippenamt viele Kirchenbücher der früheren deutschen Ostgebiete verfilmt worden. Diese Filme sind heute in der Zentralstelle für deutsche Personen- und Familiengeschichte Leipzig in Leipzig archiviert und zugänglich.

## Kirche Jesu Christi der Heiligen der Letzten Tage
Die Kirche Jesu Christi der Heiligen der Letzten Tage („Mormonen“) hat aus religiösen Gründen („Totentaufe“) bereits nach 1930 angefangen, Kirchenbücher zu verfilmen. Diese Verfilmungen sind nicht nur eine Methode der Langzeitarchivierung, sie bieten auch den Vorteil der dezentralen Verfügbarkeit in den Forschungsstellen in vielen Ländern. Verfilmte Kirchenbücher und andere Dokumente können von jedem Familienforscher eingesehen werden. Die HLT-Mitglieder selbst suchen darin nach ihren Vorfahren, um sie nachträglich stellvertretend taufen zu können, siehe auch: Totentaufe. Die Film-Originale befinden sich in einem Felsengewölbe der Genealogischen Gesellschaft von Utah.
Genealogie-Forschungsstellen (Family History Centers) befinden sich in vielen Städten der USA und einigen in Deutschland. In jede Forschungsstelle kann man Kopien der Filme aus Utah bestellen und dort lesen oder auch persönlich die Hauptstelle der Bibliothek in Utah besuchen.
Über das Internet kann man Einsicht in den Katalog der verfilmten Kirchenbücher nehmen. Einige Kirchenbücher wurden auch systematisch ausgewertet. Die Ergebnisse dieser Auswertungen sind in der Online-Datenbank zu finden.
Die Mikrofilme der Kirchenbücher wurden auch digitalisiert und sind dann auf der den HLT-Mitgliedern gegründeten Plattform ancestry.com für Abonnenten einsehbar.